# Devanagari
Devanagari (देवनागरी IAST devanāgarī) ist eine indische Schrift, die zur Schreibung von Sanskrit, Prakrit und einigen modernen indischen Sprachen wie Hindi, Nepali und Marathi verwendet wird. Sie geht auf die sehr viel ältere Brahmi-Schrift zurück, die ab dem 3. Jahrhundert v. Chr. in Indien belegt ist. Die älteste überlieferte Inschrift in Devanagari ist aus dem 7. Jahrhundert. Seit dem 11. Jahrhundert ist sie die vorherrschende Schrift Indiens.
Die Devanagari ist eine Buchstabenschrift nach dem Prinzip der Abugida (auch Alphasyllabar genannt), bei der jedes Grundzeichen einen Konsonanten mit einem inhärenten, kurzen a repräsentiert. Die grafische Anordnung der Zeichen entspricht der Reihenfolge der Sprechsilben, allerdings nicht immer der Reihenfolge der einzelnen Laute. Die Lese- und Schreibrichtung ist rechtsläufig, d. h. von links nach rechts.

## Bedeutung des Namens
Der Name Devanagari bedeutet frei übersetzt „Schrift der göttlichen Stadt“ oder „Schrift aus der Götterstadt“. Damit wird zum Ausdruck gebracht, dass sie nicht menschlichen Ursprungs sei. „Devanagari“ ist die übliche Transkription des Sanskrit-Wortes, zum Teil finden sich heute in Indien auch Schreibweisen (und Aussprachen) wie „Devnagri“, „Devanagri“ oder (seltener) „Deonagri“.

## Verwendung

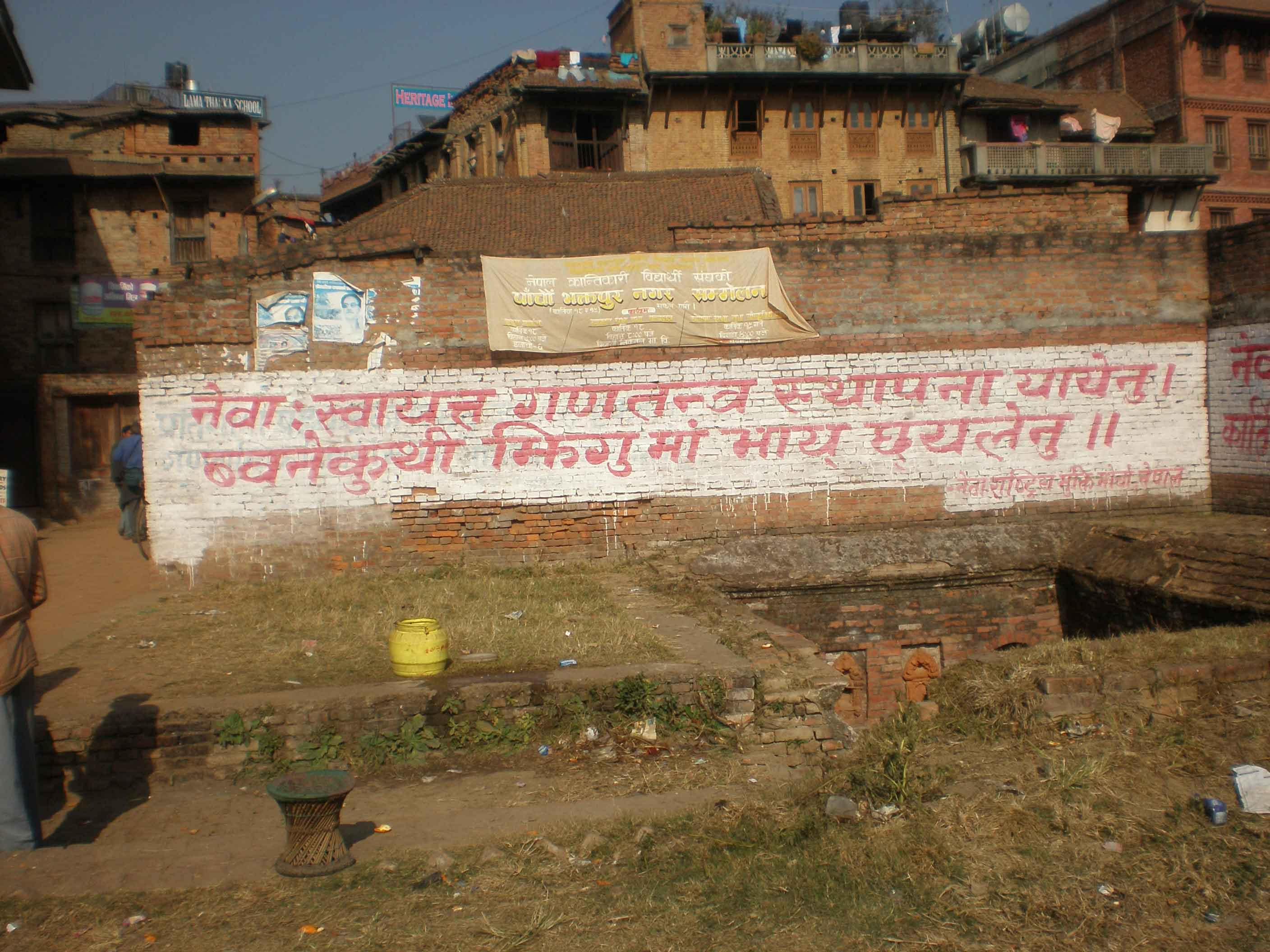
Maoistische Parolen auf Newari in Devanagari-Schrift in Nepal

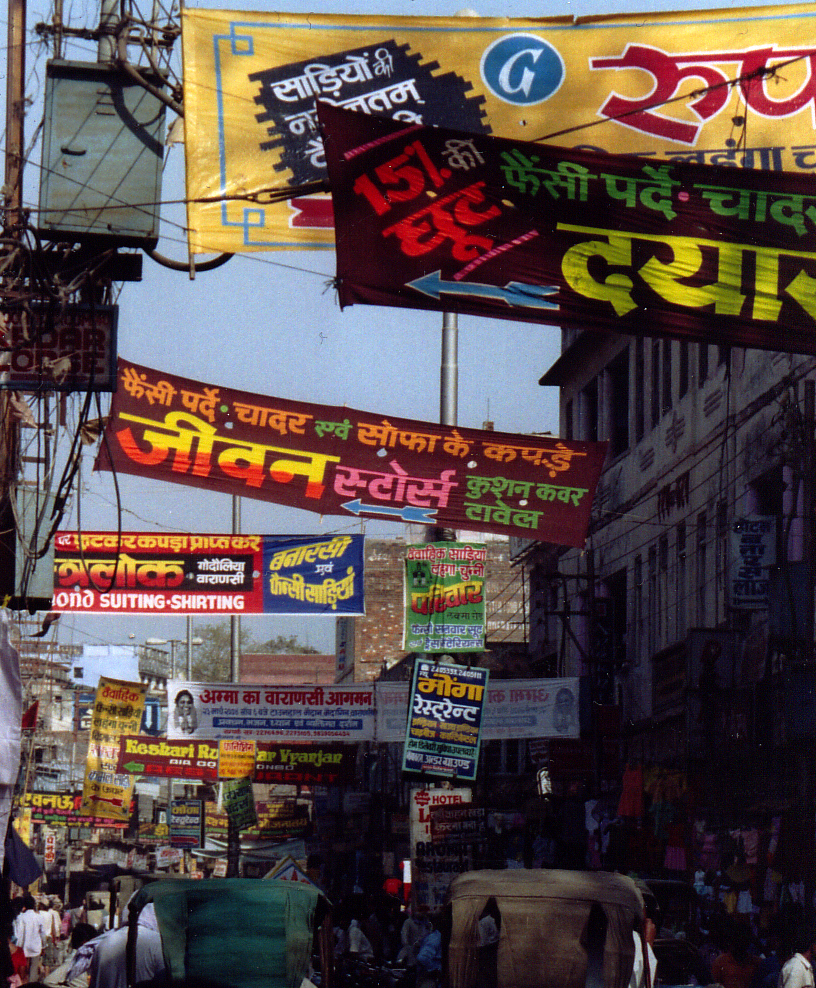
Devanagari im Alltag (Straßenszene in Varanasi)

Unter den zahlreichen Schriften, die in Südasien verwendet werden, ist Devanagari am weitesten verbreitet. Im Gegensatz zu den meisten anderen indischen Schriften, deren Verwendung auf eine Sprache beschränkt ist, schreibt man in der Devanagari mehrere bedeutende Sprachen im Norden des Indischen Subkontinents. Die wichtigsten sind Hindi, die größte indische Sprache und Nationalsprache der Indischen Union, das im Bundesstaat Maharashtra gesprochene Marathi sowie Nepali, die Amtssprache Nepals. Dazu kommen diverse teilweise als Dialekte des Hindi aufgefasste Regionalsprachen (Bihari, Rajasthani, Pahari etc.) und einige kleinere Sprachen wie das mit dem Marathi verwandte Konkani in Goa, Newari in Nepal und Bhili in Westindien. Sanskrit, die klassische Sprache des Hinduismus, wurde früher in den verschiedenen Teilen Indiens in der jeweiligen Regionalschrift geschrieben, heute hat sich aber Devanagari als übliche Schrift für Sanskrit-Texte durchgesetzt.
Für manche Sprachen wird Devanagari parallel zu anderen Schriften benutzt: So werden Kashmiri und Sindhi in Pakistan in perso-arabischer Schrift, in Indien in Devanagari geschrieben; Panjabi schreiben die muslimischen Sprecher in perso-arabischer Shahmukhi-Schrift, die Sikhs in der Gurmukhi-Schrift und die Hindus in Devanagari. Im Fall von Hindi und dem von den indischen und pakistanischen Muslimen gesprochenen Urdu ist die Verwendung der Devanagari-Schrift für Hindi bzw. der perso-arabischen Schrift für Urdu, neben Unterschieden im Vokabular, das wichtigste Unterscheidungsmerkmal zwischen diesen beiden Sprachen.

## Textbeispiel
Startseite der Hindi-Wikipedia. Der erste Link lautet: „vikipīḍiyā“.

## Charakteristika der Schrift
Devanagari wird von links nach rechts geschrieben. Anders als bei Silbenschriften, wie etwa den japanischen Hiragana und Katakana, stellt jedes Schriftzeichen (Graphem) normalerweise jeweils nur einen Laut dar. Somit besteht eine Phonem-Graphem-Korrespondenz (PGK). Die Devanagari hat 33 Konsonanten (व्यंजन vyañjana), 13 Vokale (स्वर svara) und zwei Zusatzlaute. Der im Sanskrit wie im Hindi besonders häufige Vokal [ʌ] wird nur am Wortanfang dargestellt, sonst haftet er dem jeweils vorangehenden Konsonanten an. Die übrigen Vokale werden am Wortanfang durch Vollbuchstaben dargestellt, ansonsten durch (diakritische) Zeichen, die je nach Vokal links oder rechts, über oder unter dem voran gesprochenen Konsonanten stehen. Vokallosigkeit von Konsonanten kann entweder durch einen unten an den Konsonanten angehängten Strich (halant oder virām genannt) dargestellt werden, ähnlich wie bei vokalisierten arabischen Texten, oder indem die vokallosen Konsonanten mit dem nachfolgenden vokaltragenden zu einer Ligatur verschmolzen werden. Die segmentale Ordnung der Schrift, bestehend aus Konsonantenligaturen mit keinem bis einem Vokalzeichen, ist nicht identisch mit den Sprechsilben. Moderne Schreibweisen verwenden weniger Ligaturen als ältere.

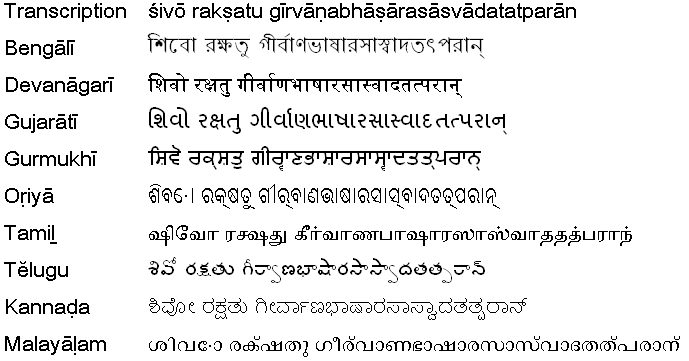
Sanskrit-Text in verschiedenen Schriften geschrieben: „Möge Shiva segnen, wem Sprache der Götter gefällt.“ (Kalidasa).

Durch diese Besonderheiten entsteht für jede „Silbe“ eine Zeichengruppe, ein Akshara.
Die Buchstaben und Buchstabengruppen eines Wortes sind jeweils durch einen durchgehenden Kopfstrich, genannt रेखा rekhā ‚Linie‘, miteinander verbunden.
Beispiel: „Student“ 

Devanagari विद्यार्थी

Umschrift: vidyārthī

Graphemfolge: iv-dyā-thīr
Diese für europäische Leser verwirrende Darstellung der Graphemfolge mittels Lateinbuchstaben wird der Devanagarischrift allerdings nicht gerecht. Versteht man sie nämlich als Konsonantenschrift mit diakritischen Zeichen, dann ist das dem v angehängte i ein Bogen mit Strich vor dem Buchstaben, unterschieden vom ī, einem Bogen mit Strich hinter dem Buchstaben. Und das vor dem th zu sprechende r wird durch ein Häkchen rechts über dem vokalisierten Konsonanten markiert.
Die oben erwähnte moderne Verwendung der Rekha wird auch Pausaform genannt.
In alten Sanskrit-Manuskripten ist dagegen die scriptura continua verwendet, wobei die obere Rekha ‚Linie‘ nur mit wenigen orthographisch genormten Ausnahmen unterbrochen wird. Es werden auch die an den Wort- und Silbengrenzen phonetisch stattfindenden Kontraktionen und Assimilationen durch Ligaturen dargestellt (संधि sandhi). Für die alten Manuskripte gilt: Die von einer Rekha zusammengehaltenen Akshara können mehr als ein Wort darstellen, einzelne Wörter sind die Ausnahme.
Die Vokalzeichen für langes i, für ai, o und au ragen über die obere Linie hinaus, ebenso die sekundären Vokalzeichen für kurzes und langes i, für e, ai, o und au. Als sekundär werden jene bezeichnet, die vor, nach, über oder unter Konsonantenzeichen stehen. Die sekundären Vokalzeichen für kurzes und langes u stehen unter dem zugehörigen Konsonanten. Ein am Anfang eines Konsonantenclusters stehendes r wird ebenfalls oberhalb der Linie realisiert, in Form eines kleinen Hakens nach dem oder den zugehörigen Konsonantenzeichen. Schließlich erscheinen oberhalb der Linie auch die diakritischen Zeichen für Klassennasal und Nasalierung. Devanagari kennt keine Unterscheidung von Klein- und Großschreibung.

## Bestandteile

### Vokale
In der Devanagari wird zwischen isolierten und modifizierenden Formen von Vokalen unterschieden. Die Devanagari ist eine Buchstabenschrift (genauer: ein Abugida), bei der jedes Grundzeichen einen Konsonanten mit einem inhärenten, kurzen a repräsentiert. Soll statt diesem a ein anderer Vokal verwendet werden, wird dies durch modifizierende diakritische Zeichen erreicht. Isolierte Formen treten am Wortanfang sowie nach einem anderen Vokal auf: की kī, aber कई kaī.
Das modifizierende Zeichen für das kurze i steht links neben (also scheinbar vor) dem modifizierten Silbenzeichen (so, wie andere Modifikatoren unter (u), über (e) oder rechts daneben (o) stehen). Trotzdem wird das i nach dem entsprechenden Konsonanten gesprochen. Modifizierende Vokale sind keine selbständigen Zeichen, sondern werden dem Grundzeichen zugefügt. Devanagari wird silbenweise, nicht buchstabenweise gelesen. Einige Browser unterstützen die Ausrichtung des i-Modifikators nicht korrekt, so dass kurze i falsch dargestellt werden.
Die folgenden Tabellen zeigen jeweils links die isolierte, rechts die modifizierende Form der Vokale (am Beispiel der Grundsilbe क ka).
In der Devanagari gelten nur a, i und u als wirkliche Vokale. Sie besitzen jeweils eine kurze Form (Grundstufe) sowie eine lange Form (Dehnstufe).
| Grundstufe | Grundstufe | Dehnstufe | Dehnstufe |
| ---------- | ---------- | --------- | --------- |
| अ a        | क ka       | आ ā       | का kā      |
| इ i        | कि ki       | ई ī       | की kī      |
| उ u        | कु ku       | ऊ ū       | कू kū      |

| Grundstufe | Grundstufe | Dehnstufe | Dehnstufe |
| ---------- | ---------- | --------- | --------- |
| ऋ ṛ        | कृ kṛ       | ॠ ṝ       | कॄ kṝ      |
| ऌ ḷ        | कॢ kḷ       | ॡ ḹ       | कॣ kḹ      |

e und o sind alte Diphthonge, wobei e als monophthongiertes ăi, o hingegen als monophthongiertes ău zu verstehen ist. Dadurch ergibt sich ein System aus einem Monophthong e bzw. o in der Grundstufe und einem Diphthong ai bzw. au in der Dehnstufe. Alle vier Laute stellen Langvokale bzw. -diphthonge dar, diese Längen werden allerdings in der IAST-Umschrift gewöhnlich nicht notiert.
| e-Klasse   | e-Klasse   | e-Klasse  | e-Klasse  | o-Klasse   | o-Klasse   | o-Klasse  | o-Klasse  |
| Grundstufe | Grundstufe | Dehnstufe | Dehnstufe | Grundstufe | Grundstufe | Dehnstufe | Dehnstufe |
| ---------- | ---------- | --------- | --------- | ---------- | ---------- | --------- | --------- |
| ए e        | के ke       | ऐ ai      | कै kai     | ओ o        | को ko       | औ au      | कौ kau     |

Weiterhin existiert von den Grundstufendiphthongen eine offene Form, die für die Schreibung von offenen Vokalen in englischen Lehnwörtern und Eigennamen verwendet wird, und eine kurze Form für Wörter aus dravidischen Sprachen, welche zwischen kurzem und langem e und o unterscheiden:
|             | e-Klasse | e-Klasse | o-Klasse | o-Klasse |
| ----------- | -------- | -------- | -------- | -------- |
| offene Form | ऍ ê      | कॅ kê     | ऑ ô      | कॉ kô     |
| kurze Form  | ऎ ĕ      | कॆ kĕ     | ऒ ŏ      | कॊ kŏ     |

### Konsonanten
Palatale Laute werden heutzutage als Affrikaten gesprochen, also tscha, dscha usw. Bei den retroflexen wird die Zungenspitze weit nach hinten gebogen (etwa wie beim englischen t in true). Die dentalen Laute werden etwas weiter vorn artikuliert als im Deutschen, die Zungenspitze liegt an den unteren Schneidezähnen. Besonders diffizil ist der Gebrauch der Aspiration der Laute.
Sondergrapheme für Laute, die vor allem aus dem Persischen übernommen wurden oder für Lehnwörter anderer Sprachen (z. B. Englisch), werden durch Grundzeichen in Verbindung mit einem nuqta (नुक़ता nuqtā, deutsch ‚Punkt‘ < pers. نقطة nuqt̤a) gekennzeichnet. Sie treten nur in modernen Sprachen wie dem Hindi auf; ihre Aussprache ist zwar normiert, variiert aber im täglichen Gebrauch sehr stark, oft wird auch einfach die Grundform gesprochen (etwa „philm“ statt „film“), da auch die lexikographische Einordnung bei den Grundzeichen erfolgt. Let’s make phiphti phiphti (fifty-fifty, '50/50').
|                                                                         | sparśa (Plosive) | sparśa (Plosive) | sparśa (Plosive) | sparśa (Plosive) | sparśa (Plosive) | sparśa (Plosive) | sparśa (Plosive) | sparśa (Plosive) | anunāsika (Nasale) | anunāsika (Nasale) | antastha (Approximanten) | antastha (Approximanten) | ūṣma/saṃghashrī (Frikative) | ūṣma/saṃghashrī (Frikative) | ūṣma/saṃghashrī (Frikative) | ūṣma/saṃghashrī (Frikative) |
| ----------------------------------------------------------------------- | ---------------- | ---------------- | ---------------- | ---------------- | ---------------- | ---------------- | ---------------- | ---------------- | ------------------ | ------------------ | ------------------------ | ------------------------ | --------------------------- | --------------------------- | --------------------------- | --------------------------- |
| Stimmhaftigkeit →                                                       | aghoṣa           | aghoṣa           | aghoṣa           | aghoṣa           | ghoṣa            | ghoṣa            | ghoṣa            | ghoṣa            | ghoṣa              | ghoṣa              | ghoṣa                    | ghoṣa                    | aghoṣa                      | aghoṣa                      | ghoṣa                       | ghoṣa                       |
| Aspiration →                                                            | alpaprāṇa        | alpaprāṇa        | mahāprāṇa        | mahāprāṇa        | alpaprāṇa        | alpaprāṇa        | mahāprāṇa        | mahāprāṇa        | alpaprāṇa          | alpaprāṇa          | alpaprāṇa                | alpaprāṇa                | mahāprāṇa                   | mahāprāṇa                   | mahāprāṇa                   | mahāprāṇa                   |
| kaṇṭhya (Gutturale) कण्ठ्य kaṇṭhya (कण्ठ kaṇṭha ‚Kehle‘, ‚Hals‘)           | क                | ka /k/ ک         | ख                | kha /kʰ/ کھ      | ग                | ga /ɡ/ گ         | घ                | gha /ɡʱ/ گھ      | ङ                  | ṅa /ŋ/ ن           |                          |                          |                             |                             | ह                           | ha /ɦ/ ه، ح                 |
| tālavya (Palatale) तालव्य tālavya (तालु tālu ‚Gaumen‘)                      | च                | ca /c, t͡ʃ/ چ     | छ                | cha /cʰ, t͡ʃʰ/ چھ | ज                | ja /ɟ, d͡ʒ/ ج     | झ                | jha /ɟʱ, d͡ʒʱ/ جھ | ञ                  | ña /ɲ/ ن           | य                        | ya /j/ ی                 | श                           | śa /ɕ, ʃ/ ش                 |                             |                             |
| mūrdhanya (Retroflexe) मूर्धन्य mūrdhanya (मूर्धन् mūrdhan ‚Gipfel‘, ‚Stirn‘) | ट                | ṭa /ʈ/ ٹ         | ठ                | ṭha /ʈʰ/ ٹھ      | ड                | ḍa /ɖ/ ڈ         | ढ                | ḍha /ɖʱ/ ڈھ      | ण                  | ṇa /ɳ/ ن           | र                        | ra /r/ ر                 | ष                           | ṣa /ʂ/                      |                             |                             |
| dantya (Dentale) दन्त्य dantya (दन्त danta ‚Zahn‘)                         | त                | ta /t̪/ ت، ط      | थ                | tha /t̪ʰ/ تھ      | द                | da /d̪/ د         | ध                | dha /d̪ʱ/ دھ      | न                  | na /n/ ن           | ल                        | la /l/ ل                 | स                           | sa /s/ س، ص، ث              |                             |                             |
| oṣṭhya (Labiale) ओष्ठ्य oṣṭhya (ओष्ठ oṣṭha ‚Lippe‘)                        | प                | pa /p/ پ         | फ                | pha /pʰ/ پھ      | ब                | ba /b/ ب         | भ                | bha /bʱ/ بھ      | म                  | ma م               | व                        | va /w, ʋ/ و              |                             |                             |                             |                             |

### Ligaturen
Neben den hier gezeigten Symbolen gibt es noch zahlreiche Ligaturen, welche vor allem im Sanskrit Verwendung finden. Sie treten auf, wenn im Wort oder Satz zwei oder mehrere Konsonanten unmittelbar aufeinandertreffen, z. B. bei dem Wort आत्मन् ātman die Konsonanten t und m. In diesem Fall verliert das Schriftzeichen ta seinen senkrechten Strich und wird dem ma vorn angefügt. So verschmelzen त ta und म ma zu त्म tma.
Falls das Zeichen für den ersten Konsonanten keinen senkrechten Strich enthält, so bleibt es weitgehend unverändert und der folgende Konsonant wird (mit Verlust seines waagerechten Striches) untergesetzt, teils auch dahinter angefügt. Zu diesen Regeln gibt es einige Ausnahmen, und ferner einige besondere Schreibweisen mit stärkeren Verkürzungen. Ein paar schöne Beispiele finden sich im Handbuch für das TeX-Package „devanagari“.

### Sonstige Modifikatoren
Die wichtigsten Sonderzeichen sind in der untenstehenden Tabelle aufgeführt. Es existieren, speziell im Sanskrit, eine nahezu unüberschaubare Anzahl mehr davon, unter anderem Tonhöhenakzente für die Rezitation etc. Auch existieren viele verschiedene Transliterationssysteme. Die untenstehenden Angaben haben sich speziell fürs Hindi als zweckmäßig erwiesen.
| क्     | k             | Halant/Virama: unterdrückt das inhärente a                                                          |
| कँ / कं | kã            | Candrabindu/Anunasik: Vokal wird nasalisiert, die zweite Variante kommt im Hindi immer mehr in Mode |
| कैं     | ka͠ı           | Candrabindu/Anunasik: reicht ein Vokalzeichen über die Rekha hinaus, wird nur ein Punkt geschrieben |
| हिंदी    | hindī / hĩndī | Anusvar: vertritt einen Klassennasal vor einem Klassenkonsonanten                                   |
| कः     | kaḥ           | Visarga: Aspiration des vorangegangenen Vokals                                                      |

### Ziffern
Die Ziffern der Devanagari und ihre Verwendung in einem dezimalen Stellenwertsystem gehen auf dieselben indischen Wurzeln zurück wie die heutigen, in Europa als „arabisch“ bezeichneten Ziffern.
| 0 | 1 | 2 | 3 | 4 | 5 | 6 | 7 | 8 | 9 |
| ० | १ | २ | ३ | ४ | ५ | ६ | ७ | ८ | ९ |

## Devanagari in ISO-8859
Es gab Bestrebungen, Devanagari als ISO 8859-12 zu standardisieren. Die entsprechenden Arbeiten wurden jedoch 1997 eingestellt.

## Devanagari in Unicode
Der Unicode-Bereich für Devanagari ist U+0900 bis U+097F. Mit dem Unicode 4.1.0-Standard wurde am Codepoint U+097D ein neues Zeichen eingeführt. Es trägt die Bezeichnung DEVANAGARI LETTER GLOTTAL STOP und wird zum Schreiben des glottalen Lautes im Limbu verwendet.
|     | 0 | 1 | 2 | 3 | 4 | 5 | 6 | 7 | 8 | 9 | A | B | C | D | E | F |
| 090 | ऀ  | ँ  | ं  | ः  | ऄ | अ | आ | इ | ई | उ | ऊ | ऋ | ऌ | ऍ | ऎ | ए |
| 091 | ऐ | ऑ | ऒ | ओ | औ | क | ख | ग | घ | ङ | च | छ | ज | झ | ञ | ट |
| 092 | ठ | ड | ढ | ण | त | थ | द | ध | न | ऩ | प | फ | ब | भ | म | य |
| 093 | र | ऱ | ल | ळ | ऴ | व | श | ष | स | ह | ऺ  | ऻ  | ़  | ऽ | ा  | ि  |
| 094 | ी  | ु  | ू  | ृ  | ॄ  | ॅ  | ॆ  | े  | ै  | ॉ  | ॊ  | ो  | ौ  | ्  | ॎ  | ॏ  |
| 095 | ॐ | ॑  | ॒  | ॓  | ॔  | ॕ  | ॖ  | ॗ  | क़ | ख़ | ग़ | ज़ | ड़ | ढ़ | फ़ | य़ |
| 096 | ॠ | ॡ | ॢ  | ॣ  | । | ॥ | ० | १ | २ | ३ | ४ | ५ | ६ | ७ | ८ | ९ |
| 097 | ॰ | ॱ | ॲ | ॳ | ॴ | ॵ | ॶ | ॷ | ॸ | ॹ | ॺ | ॻ | ॼ | ॽ | ॾ | ॿ |